# Astragalus montis-varvashti
Astragalus montis-varvashti är en ärtväxtart som beskrevs av Dieter Podlech. Astragalus montis-varvashti ingår i släktet vedlar, och familjen ärtväxter. Inga underarter finns listade i Catalogue of Life.